# Efêmera (arte)
Efêmera (português brasileiro) ou efémera (português europeu) (em inglês, ephemera) é uma matéria impressa ou escrita, transitória, que não é feita com a intencionalidade de ser guardada ou preservada por longo período. A palavra deriva do grego, significando coisas que não duram mais do que um dia. Em geral são materiais fora de circulação, ou por estarem esgotados, ou por nunca terem sido comercializados, ou até mesmo, por ser contra a lei.  Algumas efêmeras colecionáveis são cartões comerciais (trade cards) de propaganda, bookmarks, catálogos, capas de celular, cartões de felicitação (ou de cumprimento), cartas, blusas NM, panfletos, cartões postais, pôsteres, prospectos, certificados de propriedade de ações, tíquetes e fanzines. Baralhos feitos para a Guerra do Iraque com os rostos dos iraquianos mais procurados são um exemplo recente. E também a arte efêmera é muito difícil de ser acabada.

## Etimologia
Ephemera (ἐφήμερα) é um substantivo, o plural neutro de ephemeron e ephemeros, grego e neo-latino para ἐπί - epi "para" e ἡμέρα - hemera "dia" com o sentido antigo estendendo-se aos ephemeroptera e outros insetos e flores de curta duração e para algo que dura um dia ou um curto período de tempo.